# Monifa Jansen
Monifa Joanne-Marie Jansen (3 de marzo de 1993, Willemstad, Curazao) es una modelo Curazoñela ganadora de Miss Universe Curacao 2011 y por lo tanto representante oficial para representar a Curazao en Miss Universo 2011 en São Paulo, Brasil, pero debido a que entraba en conflicto su edad, no pudo participar y fue enviada su primera finalista Eva Van Putten. Ella representó a Curazao en Miss Universo 2012, en diciembre de 2012.

## Trayectoria

### Miss Universe Curazao 2011
Jansen compitió con 7 finalistas de todo el país por el título nacional Miss Universe Curacao 2011, celebrado en febrero de 2011, finalmente ganó el título y el derecho de representar a su país en Miss Universo 2011, en São Paulo, Brasil. Sin embargo debido a que ella nació en marzo de 1993, no pudo representar a su país en Miss Universo, ya que las candidatas deben tener cumplidos los 18 años al 1 de febrero del año que desee competir.

### Miss Mundo 2011
Como no pudo competir en Miss Universo, la organización la mando a Miss Mundo 2011 en China, donde compitió con más de 100 delegadas de diferentes países, sin embargo no llegó a ser parte de las semifinalistas.

### Miss Universo 2012
Jansen fue designada para representar a Curazao en Miss Universo 2012 que se celebró el 19 de diciembre en Las Vegas, Estados Unidos; Monifa no pudo clasificar entre las semifinalistas del certamen donde la ganadora resultó ser la estadounidense Olivia Culpo.
- Datos: Q3860858